# Katedra environmentálních studií Fakulty sociálních studií Masarykovy univerzity
Katedra environmentálních studií (KES) je katedrou založenou roku 1998 na Fakultě sociálních studií Masarykovy univerzity. Zrodila se společně se vznikem fakulty, zprvu zde fungovala jako Kabinet environmentálních studií pod katedrou Sociologie. Vyučuje se zde obor environmentalistiky zvaný Humanitní environmentalistika. Postupem času se pro název oboru spíše zažil termín Environmentální studia.
Katedru založila a do roku 2003 vedla prof. RNDr. Hana Librová, CSc. U zrodu stáli společně s ní zejména prof. PhDr. Jan Keller, CSc., doc. RNDr. Pavel Nováček, CSc., Ing. Zbyněk Ulčák, Ph.D., potažmo prof. PhDr. Libor Musil, CSc.
Vedoucími katedry byli v letech 1998 - 2003 prof. Hana Librová, v letech 2003 - 2012 dr. Zbyněk Ulčák a v letech 2012 - 2019 doc. Bohuslav Binka. Od roku 2019 katedru vede doc. Karel Stibral.
Na katedře byl zprvu vyučován pouze tříletý navazující magisterský stupeň Humanitní environmentalistika, na podzim roku 2004 byl poprvé otevřen i bakalářský dvojobor Environmentální studia. Ten lze studovat v kombinaci s mnoha obory různých fakult Masarykovy univerzity, jako například se sociologií, politologií, psychologií, filozofií, estetikou, filologií či veřejnou ekonomikou a mnoha dalšími.
Od roku 2007/2008 začalo být původní tříleté magisterské studium nahrazováno dvouletým navazujícím magisterským programem Environmentální studia. Nadto je zde od počátku otevřen i čtyřletý postgraduální stupeň Humanitní environmentalistika.
Od roku 2012 si navíc studenti mohou nepovinně volit jedno ze studijních zaměření. Pro bakalářský stupeň jimi jsou Environmentalismus a soukromý sektor, Environmentalismus, státní správa a samospráva, Environmentalismus a neziskový sektor a K přírodě šetrný management přírody. Pro navazující magisterský stupeň lze volit mezi zaměřeními Teoretická environmentalisitka a Praktická environmentalistika.
K ústředním postavám katedry patří vedle socioložky a bioložky Hany Librové a krajinného inženýra Zbyňka Ulčáka kupříkladu filozof a etik Bohuslav Binka, specialista na environmentální výchovu a evaluaci environmentální výchovy a vzdělávání Jan Činčera, ekologická ekonomka Naďa Johanisová, environmentální estetik Karel Stibral, ekopsycholog Jan Krajhanzl či klasický filolog Lubor Kysučan. Od roku 2013 na katedře působí i několik zahraničních vědců a vyučujících: například ekonom Christian Kimmich či Christian Kerschner nebo environmentálně orientovaný antropolog Thomas Smith.
Na chodu katedry se také podílí řada externích vyučujících – filozof Josef Šmajs, ekopedagog Aleš Máchal, zoolog a ekolog Mojmír Vlašín, kněz a etik Marek Vácha anebo experti pocházející z prostředí neziskového sektoru: Milan Štefanec, Yvonna Gaillyová či Petr Machálek.
Mimo akademickou sféru katedra spolupracuje s řadou, zejména brněnských, organizací – Ekologickým institutem Veronica, Hnutím DUHA anebo se školským zařízením pro environmentální vzdělávání Lipka. Řadu vědeckých výsledků včetně diplomových prací popularizují její členové a absolventi na stránkách časopisů Veronica anebo Sedmá generace. Nadto publikují kupříkladu v časopisech Respekt, Vesmír anebo A2.